# Rodalies Barcelona

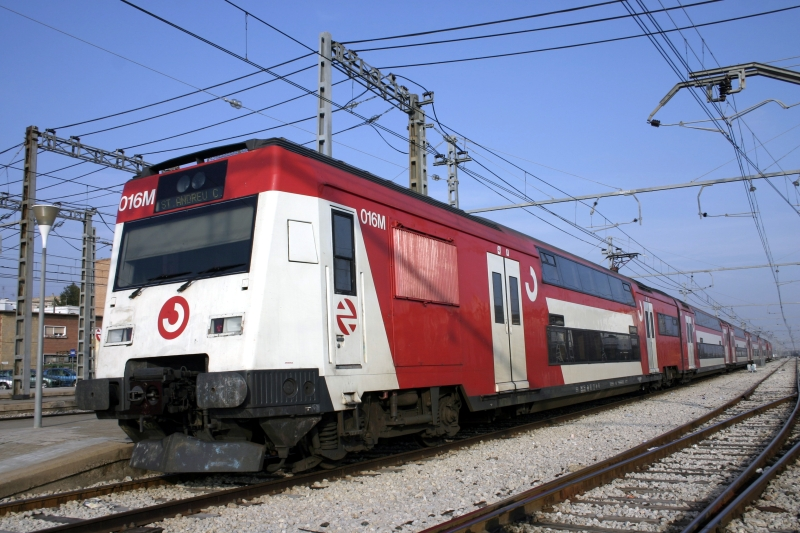
Jeden z pociągów obsługujących Rodalies Barcelona

Rodalies Barcelona, Cercanías Barcelona - system szybkiej kolei podmiejskiej działający na obszarze metropolitarnym Barcelony jak i przyległych do niego prowincji w Katalonii w Hiszpanii. Cały system składa się z 14 linii, w tym 6 obsługiwanych jest przez Renfe Cercanías a 7 przez FGC. Cała sieć jak i system biletowy jest podzielona na sześć stref w zależności od odległości, z centralnym punktem na stacji Barcelona Sants. Wszystkie pociągi Rodalies Barcelona zintegrowane są z metrem barcelońskim jak i innymi środkami transportu w obrębie sieci TMB na terenie Barcelony i przyległych gmin. 

Mapa linii Rodalies Barcelona

## Linie obsługiwane przez Rodalies de Catalunya
| Linia | Trasa przejazdu |
|       | Molins de Rei – L'Hospitalet de Llobregat – Mataró – Arenys de Mar – Calella – Blanes – Maçanet-Massanes                                                |
|       | Aeroport - Granollers Centre - Sant Celoni - Maçanet-Massanes                                                                                           |
|       | Castelldefels - Granollers Centre |
|       | Sant Vicenç de Calders - Vilanova i La Geltrú - Castelldefels - Estació de França                                                                       |
|       | L'Hospitalet de Llobregat - Granollers Canovelles - La Garriga - Vic - Ripoll - Ribes de Fresser - Puigcerdà - La tor de Querol (Tidigare Regional Ca5) |
|       | Sant Vicenç de Calders - Vilafranca del Penedès - Martorell - L'Hospitalet del Llobregat - Sabadell - Terrassa - Manresa                                |
|       | Sant Andreu Arenal - Cerdanyola Universitat |
|       | Martorell - Granollers Centre (door Cerdanyola Universitat)                                                                                             |

## Linie obsługiwane przez FGC

### Linie Barcelona-Vallés
| Linia | Trasa przejazdu                                               |
|       | Barcelona-Plaça Catalunya - Sant Cugat - Terrassa-Rambla      |
|       | Barcelona-Plaça Catalunya - Sant Cugat - Sabadell-Rambla      |
|       | Barcelona-Plaça Catalunya - Sant Cugat - Rubí                 |
|       | Barcelona Plaça Catalunya - Sant Cugat - Universitat Autónoma |

### Linie Llobregat-Anoia
| Linia | Trasa przejazdu                                                                                     |
|       | Barcelona-Plaça Espanya - Can Ros                                                                   |
|       | Barcelona-Plaça Espanya - Martorell Enllaç - Olesa de Montserrat                                    |
|       | Barcelona-Plaça Espanya - Martorell Enllaç                                                          |
|       | Barcelona-Plaça Espanya - Martorell Enllaç - Aeri de Montserrat - Monistrol de Montserrat - Manresa |
|       | Barcelona-Plaça Espanya - Martorell Enllaç - Igualada                                               |
|       | Barcelona-Plaça Espanya - Martorell Central - Aeri de Montserrat - Manresa (Semidirect)             |
|       | Barcelona-Plaça Espanya - Martorell Central - Igualada (Semidirect)                                 |